# Saint-Julien-le-Petit
 Saint-Julien-le-Petit  (en occitano Sent Julian lo Pitit) es una población y comuna francesa, situada en la región de Lemosín, departamento de Alto Vienne, en el distrito de Limoges y cantón de Eymoutiers.

## Demografía
| 552 | 457 | 393 | 338 | 289 | 276 | 303 |
| Para los censos de 1962 a 1999 la población legal corresponde a la población sin duplicidades (Fuente: INSEE [Consultar]) |     |     |     |     |     |     |